# Christoph Neander
Christoph(orus) Neander (eigentl.: Christoph(orus) Neumann; * 18. Dezember 1589 in Colditz; † 21. Januar 1625 in Dresden) war von 1615 bis 1625 Kreuzkantor in Dresden.

## Leben
Christoph Neander studierte ab 1601 an der Thomasschule zu Leipzig, wo er Schüler von Sethus Calvisius war, und begann 1610 ein Theologiestudium. Daneben besuchte er naturwissenschaftliche Vorlesungen bei Wolfgang Corvinus und erwarb 1613 den Magistertitel an der philosophischen Fakultät.
Bereits als Student versah er den Kantorendienst an der Paulinerkirche und veranstaltete dort Konzerte, die in Leipzig große Anerkennung fanden. Auf Anregung seines Freundes und Amtsvorgängers Samuel Rühling bewarb er sich um die Stelle des Kreuzkantors in Dresden und wurde zum 13. Oktober 1615 eingestellt.
Neander galt als fähiger und bedeutender Kantor. Unter seiner Leitung nahm der Kreuzchor einen bedeutenden Aufschwung. Nach seinem frühen Tode 1625 wurde Michael Lohr sein Nachfolger.
| Personendaten    | Personendaten                                                      |
| ---------------- | ------------------------------------------------------------------ |
| NAME             | Neander, Christoph                                                 |
| ALTERNATIVNAMEN  | Neander, Christophorus; Neumann, Christoph; Neumann, Christophorus |
| KURZBESCHREIBUNG | Kreuzkantor in Dresden (1615–1625)                                 |
| GEBURTSDATUM     | 18. Dezember 1589                                                  |
| GEBURTSORT       | Colditz                                                            |
| STERBEDATUM      | 21. Januar 1625                                                    |
| STERBEORT        | Dresden                                                            |